# قند تلخ
قند تلخ فیلمی به کارگردانی  و نویسندگی محمد عرب ساختهٔ سال ۱۳۸۷ است.

## بازیگران
| بازیگران            | نقش |
| ------------------- | --- |
| یکتا ناصر           |     |
| رضا توکلی           |     |
| رامتین خداپناهی     |     |
| محسن اشرافی         |     |
| طاها عرب            |     |
| شاهین جعفری         |     |
| پریماه مولودی(کودک) |     |
| ماری اچ ام          |     |